# 571
Cette page concerne l'année 571  du calendrier julien. Pour l'année 571 av. J.-C., voir 571 av. J.-C. Pour le nombre 571, voir 571 (nombre).
L'année 571 est une année commune qui commence un jeudi.

## Événements
- 21 mars : Justin II commence la persécution contre les monophysites[1]. Il publie un Programma, ou second Hénotique pour tenter de résoudre la crise monophysite[2] et ordonne à tous les évêques et clercs à souscrire à l'édit. Ceux qui refusent sont emprisonnés et des églises monophysites sont fermées à Constantinople[1].
- 30 mars : révolte de l’Arménie perse menée par Vardan II Mamikonian contre les Sassanides, avec l'aide de Byzance. La guerre gréco-perse reprend[3].
- Début du règne de Aggabodhi Ier, roi de Ceylan[4].
- Fondation du royaume d'Est-Anglie par Wuffa[5].
- Le roi wisigoth Léovigild s'empare d'Asidona (Medina-Sidonia) au cours d'une seconde campagne contre les Byzantins en Bétique[6].
- Traité entre l'empire byzantin et les Avars qui obtiennent de Justin II les terres des Gépides, sauf Sirmium[7].
- Les Lombards envahissent la Provence. Le patrice bourguignon probablement gallo-romain Eunius Mummolus (Momble), fils de Pœonius d’Auxerre les bat à Mustias Calmes, près d’Embrun et les oblige à repasser les Alpes. Les évêques Salonius d’Embrun et Sagittarius de Gap, deux frères, participent au combat[8].

## Décès en 571
- Kimmei, empereur  du Japon.